# Bacchisa cavernifera
Bacchisa cavernifera là một loài bọ cánh cứng trong họ Cerambycidae.